# Georg Büldt

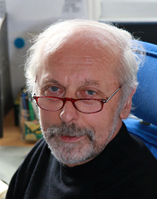
Georg Büldt

Georg Büldt (* 21. März 1943 in Rheine) ist ein deutscher experimenteller Biophysiker, emeritierter Hochschullehrer der Heinrich-Heine-Universität Düsseldorf und ehemaliger Direktor des Institutes für Komplexe Systeme (ICS) des Forschungszentrums Jülich.

## Leben
Büldt erwarb sein Diplom in 1969 nach abgeschlossenem Studium der Physik an der Technischen Universität Berlin und promovierte drei Jahre später an der Johannes Gutenberg-Universität Mainz im Bereich der physikalischen Chemie. Nach seiner Habilitation (1978) in der Biophysik am Biozentrum der Universität Basel kehrte er nach Berlin zurück und leitete von 1982 bis 1992 als C2-Professor eine Arbeitsgruppe an der Freien Universität Berlin. Anschließend übernahm er eine C4-Professur für physikalische Biologie an der mathematisch-naturwissenschaftlichen Fakultät der Heinrich-Heine-Universität Düsseldorf, die er bis 2008 innehatte. Ebenfalls in 1993 wurde er Direktor des Institutes für Komplexe Systeme (ICS-5: Molecular Biophysics) des Forschungszentrums Jülich und leitete dieses bis 2011. Von 2004 bis 2010 war er außerdem Sprecher des durch die Helmholtz-Gemeinschaft geförderten Virtual Institute for Structural Biology (VIBS). In 2011 wurde er für vier Jahre Direktor des Laboratory of Advanced Studies of Membrane Proteins am Moskauer Institut für Physik und Technologie. Seit 1972 ist er mit der Malerin Gabriele Menzer verheiratet, mit der er eine Tochter hat.

## Wirken
Im Rahmen seiner wissenschaftlichen Arbeit (ca. 200 Publikationen) widmete sich Büldt schwerpunktmäßig der Erforschung von Proteinstrukturen, die als wichtige Grundlage zur Erklärung ihrer Funktionsweise dienen. Hierfür war er maßgeblich an der Entwicklung von Neutronendiffraktometrie zur Anwendung an biologischen Systemen beteiligt. Später befasste er sich mit mikrobiellen Rhodopsinen und wirkte unter anderem an einer Veröffentlichung mit, in der die Protonenpumpe Bacteriorhodopsin in die innere Mitochondrienmembran eingebaut wurde und dort durch Licht einen Protonengradienten in Ergänzung zur Atmungskette erzeugen konnte. Letztlich befasste er sich auch mit dem Prozess der Proteinfaltung. Hier konnte durch sein Mitwirken gezeigt werden, dass durch die Nutzung einer optischen Pinzette die winzigen Kräfte, die während der Faltung der naszierenden Polypeptidkette am Ribosom entstehen, gemessen werden können.

## Weiteres Engagement
Neben seiner Forschung war Büldt auch in den folgenden Funktionen tätig:
- 2005 – 2011: Mitglied des Advisory Board der Grenoble Partnership for Structural Biology (PSB)
- 2005 – 2008: Mitglied des Beirats für Max-Planck-Forschungsgruppen am Deutschen Elektronen-Synchrotron
- 2003 – 2008: Mitglied des Strategierat des FRM II der Technischen Universität München
- 2003 – 2014: Mitglied des Beirats des Max-Planck-Instituts für Biophysik in Frankfurt am Main
- 1998 – 2001: Mitglied des Beirats für Wissenschaft und Technik des GKSS-Forschungszentrums Geesthacht
- 1996 – 2004: Gewählter Gutachter für Biophysik und biophysikalische Chemie der Deutschen Forschungsgesellschaft